# CREDO
Cosmic-Ray Extremely Distributed Observatory (CREDO) – (Observatório de raios cósmicos extremamente disperso) - é um projeto científico iniciado no final de agosto de 2016 por cientistas poloneses do Instituto de Física Nuclear PAS em Cracóvia (ao qual também se juntaram cientistas da República Tcheca, Eslováquia e Hungria) para detectar raios cósmicos e procurar por matéria escura. 
O objetivo é envolver o maior número possível de pessoas na construção de um sistema global em que seja improvável que seja um trabalho próprio. O usuário fez o upload sobre os copyvios naquele dia, já raios cósmicos eliminados em massa. Graças a um sensor fotossensível e a um módulo GPS, um smartphone funciona melhor como um detector que alcança partículas do espaço.